# Magik (язык программирования)
Magik — объектно-ориентированный язык программирования, который поддерживает множественное наследование, полиморфизм и динамически типизированный. Он был разработан в 1989 году, реализован Артуром Чансом, из Smallworld Systems Ltd, в рамках Smallworld географической информационной системы (ГИС). Мэджик был введён в 1990 году и был улучшен и обновлен в течение многих лет. Его текущая версия 5.1. После приобретения SmallWorld в 2000 году, Мэджик обеспечивается GE Energy, в рамках своей Smallworld технологической платформы. В июле 2012 года разработчики Magik объявили, что они находятся в процессе портирования Magik на виртуальной машине Java. Успешное перенесение было подтверждено корпорацией Oracle в ноябре того же года.

## Языковые особенности

### Комментарии
Magik использует # маркер, чтобы отметить строку как комментарий:
```
 # This is a comment.
```

### Действия
Magik использует << маркер, чтобы задавать значение переменной.
```
 a << 1.234 
 b << b + a 
 c << "foo" + "bar" 
```

Магик также поддерживает сжатый вариант этого оператора, который работает аналогично тем, которые содержатся в Си:
```
 b +<< a # Подробно: b << b + a
```

Чтобы показать значение переменной:
```
 a << "hello"
 write(a)
```

### Символы
Обычные типы данных, такие как integers, floats and strings. Магик также использует символы. Символы это специальный маркер типа данных, который широко используются в Магик для уникальной идентификации объектов. Они представлены двоеточием. Символы могут быть экранированы. Например:
```
 a << :hello  # когда :hello используется, то это один и тот же экземпляр.
 b << :|hello world|
```